# Făgetu, Prahova
Făgetu (în trecut, Hanu Roșu, Scăioși) este un sat în comuna Gura Vitioarei din județul Prahova, Muntenia, România.
Localitatea este  confirmată documentar în secolul al XVII-lea. La sfârșitul secolului al XIX-lea, satul purta numele de Scăioși și era reședința comunei omonime aflată în plaiul Teleajen din județul Prahova. Această comună avea 992 de locuitori, o moară pe râul Teleajen, o școală mixtă cu 53 de elevi și 2 biserici, una în Scăioși (zidită în 1801 de familia Filipescu) și una în Fundeni, înființată de niște călugări.
În 2018, satul Făget dispune de o clinică de tratamente si consultații medicale, o nouă biserică înălțată de preotul paroh al satului. Calea ferata, face legătura între Măneciu și Ploiești Comuna a fost desființată în secolul următor, fiind inclusă în comuna Gura Vitioarei.